# 赛普拉斯半导体

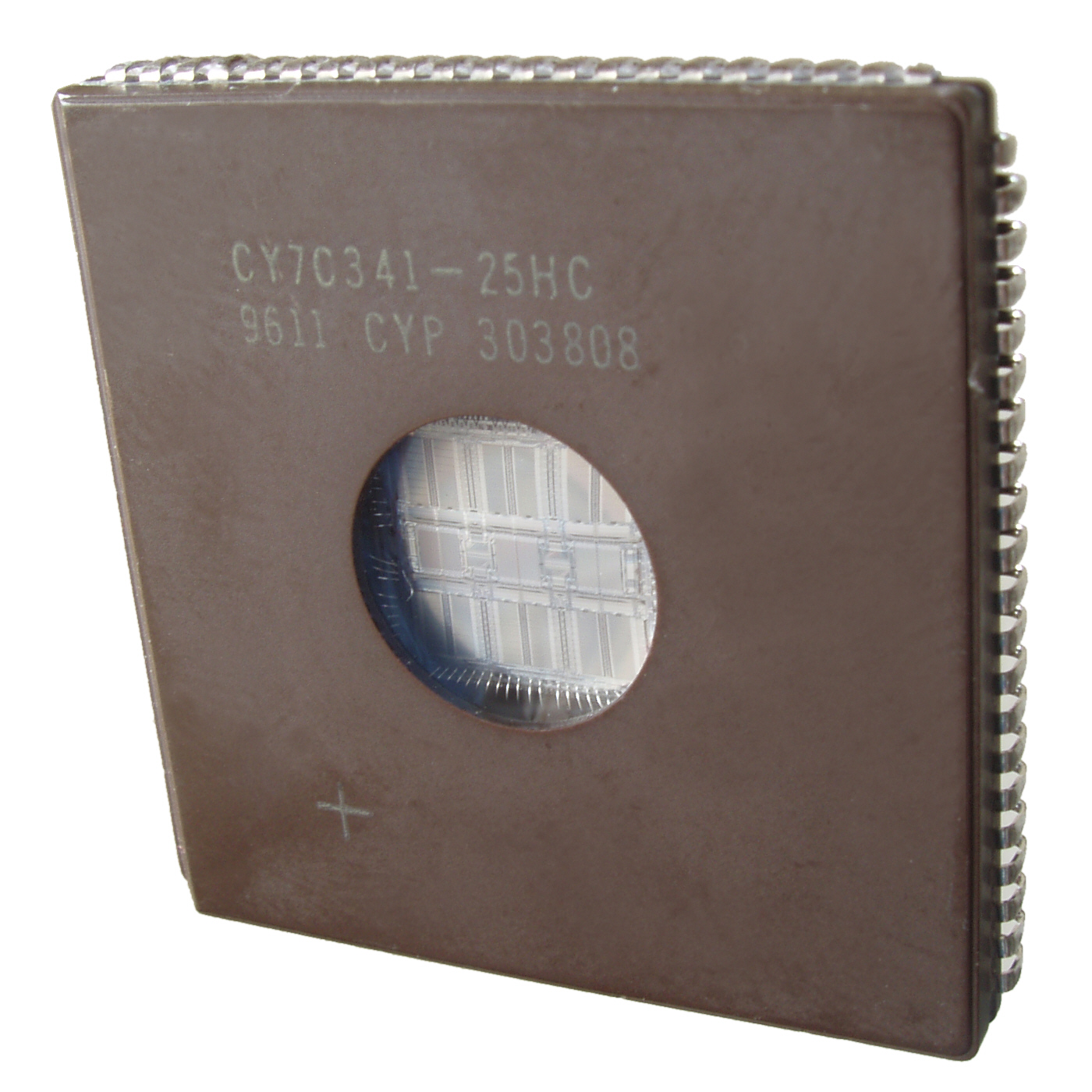
半导体封装的芯片载体，内含公司产品

赛普拉斯半导体（英語：Cypress Semiconductor Corporation）是一家美国半导体制造商。

## 历史
1982年成立于美国加利福尼亚州硅谷，1986年在纳斯达克交易所挂牌上市，1988年宣布更改为纽约证券交易所挂牌上市，2009年10月宣布又更为纳斯达克交易所。主要竞争对手包括微芯科技，恩智浦半导体，瑞萨电子，美光科技。
2016年7月宣布收购博通有限旗下物联网业务。.
2019年6月英飞凌宣布以100亿美元价格收购赛普拉斯半导体。